# گاگیک روستومیان
گاگیک روستومیان (ارمنی: Գագիկ Ռոստոմյան زاده ۲۸ مارس ۱۹۵۵) یک بازیگر اهل ارمنستان است. وی از سال میلادی تاکنون مشغول فعالیت بوده است.

## زندگی‌نامه
وی در ۲۸ مارس ۱۹۵۵ در ایروان به دنیا آمد . وی در تئاتر دراماتیک دولتی لوون کالانتار گاوار، تئاتر عروسکی هوهانس تومانیان ایروان، انستیتو دولتی سینما و تئاتر ایروان، دانشگاه دولتی علوم پرورشی خاچاطور آبوویان ارمنستان، رادیوی عمومی ارمنستان، شبکه تلویزیونی هایرنیک، شبکه تلویزونی آی‌آر و های‌فیلم وی همچنین برندهٔ جوایزی همچون مدال طلای وزارت فرهنگ جمهوری ارمنستان (۲۰۱۰) و چهره هنری شایسته جمهوری ارمنستان (۲۰۰۷) شده است.

## بخشی از فیلمشناسی
از فیلم‌ها یا برنامه‌های تلویزیونی که وی در آن نقش داشته است می‌توان به آثار زیر اشاره کرد.
- مکانیک خوشبختی (۱۹۸۲)
- کاپیتان آراکل (۱۹۸۵)